# Loja de dólar (Cuba)
Uma loja de dólar (em castelhano:  tienda de dólares), oficialmente Lojas de Coleta de Moeda Estrangeira (em castelhano:  Tiendas de Recaudación de Divisas) ou Lojas de Recuperação de Moeda Estrangeira (em castelhano:  Tiendas Recuperadoras de Divisas), era uma loja de propriedade do governo de Cuba, entre 1993 e 2004, que vendia mercadorias somente em troca de moeda forte, originalmente voltada para estrangeiros e turistas, da mesma forma que uma loja de amizade na República Popular da China ou uma Intershop na Alemanha Oriental.
Em 1993, Cuba tornou o dólar americano a moeda de curso legal. As lojas de dólar aceitavam pagamentos em dólares americanos e em pesos cubanos conversíveis (CUC). Em novembro de 2004, o dólar americano deixou de ser moeda legal para uso em transações comerciais em dinheiro e foi substituído pelo CUC. No entanto, as lojas de dólar permaneceram abertas e, apesar de aceitarem apenas o peso conversível, o termo "lojas de dólar" permaneceu em uso coloquial.
A partir de 2019, e ampliado de modo geral em 2020, diversas lojas foram convertidas com preços definidos em dólares americanos e pagamento somente por cartão - cartões especiais de Dinheiro Livremente Conversível (em castelhano:  Moneda Libremente Convertible, MLC) emitido por entidades cubanas ou cartões internacionais como Visa ou Mastercard. Em razão do colapso econômico, Cuba ressuscitou as lojas de dólar em 2025.